# Homer (miasto)
Homer – miasto w Stanach Zjednoczonych, w stanie Nowy Jork, w hrabstwie Cortland.